# Karschia santessonii
Karschia santessonii är en lavart som beskrevs av Joseph Hafellner. 
Karschia santessonii ingår i släktet Karschia, klassen Dothideomycetes, divisionen sporsäcksvampar och riket svampar. Arten är reproducerande i Sverige.